# 甘昪
甘昪（?—?），南宋宦官。
甘昪是内侍押班甘泽之子。甘泽死後，甘昪官至押班。乾道年间，甘昪为宋孝宗亲信，甘昪以此擅权用事。甘昪陷害御史陈升卿，宋孝宗将陈升卿罢免。甘昪担任内押班，和曾觌、王抃相勾结，无耻者也争相阿谀奉承，讨其所好。曾觌死後、王抃被逐，甘昪仍任入内押班，朱熹斥甘昪为奸人。后来宋孝宗觉察甘昪的奸滑狡诈，遂判其罪，籍没家产，废官而卒。

## 延伸阅读
[在维基数据编辑]
 《宋史/卷469》，出自脱脱《宋史》